# 托比·贝利
小约翰·加尔福德·“托比”·贝利（英語：John Garfield Bailey Jr.，1975年11月19日—），美国NBA联盟前职业篮球运动员。他在1998年的NBA选秀中第2轮第45顺位被洛杉矶湖人选中。